# Bask (koń)

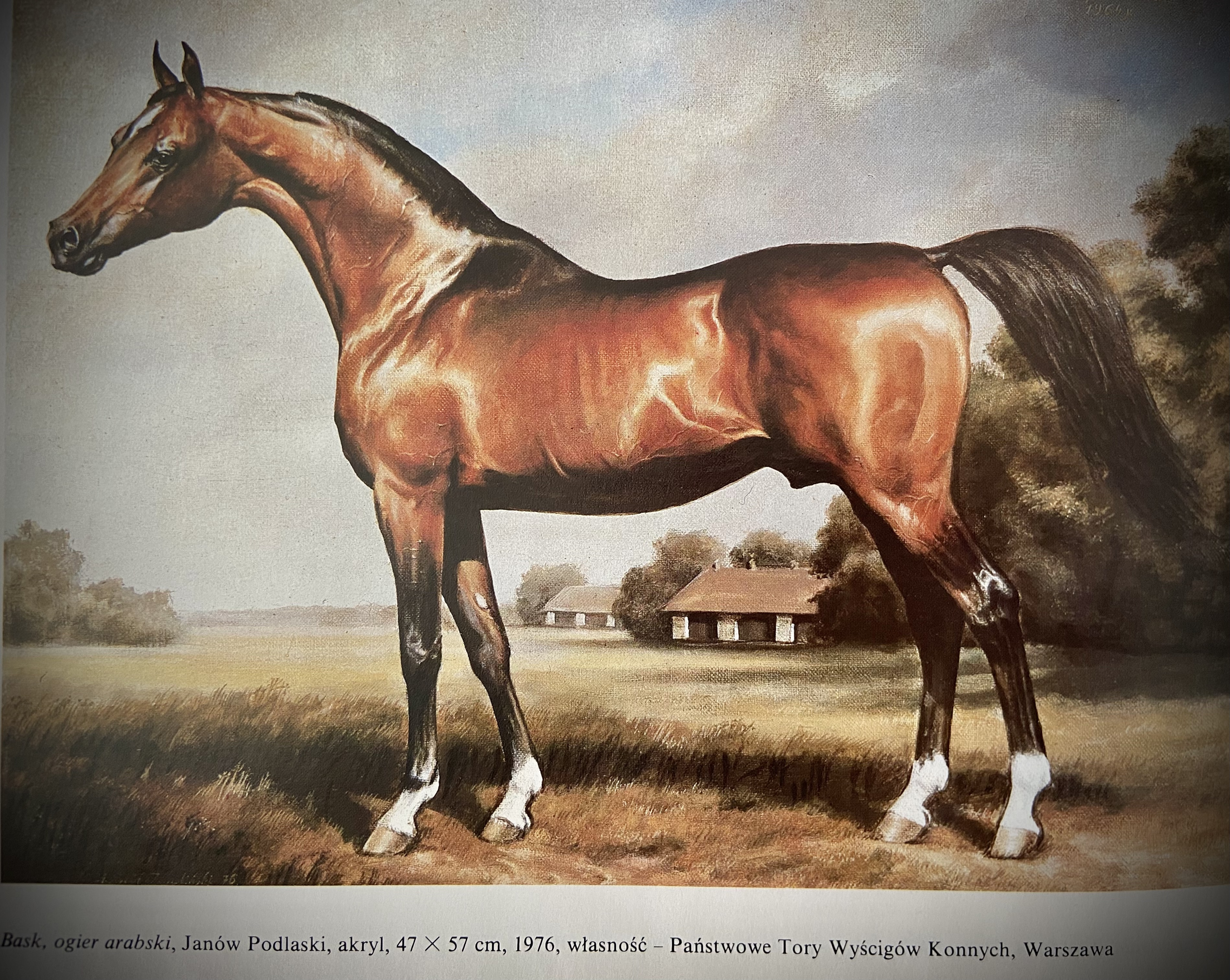
Bask (Andrzej Novak-Zempliński -1976)

Bask, ur. 9 lutego 1956, padł 24 lipca 1979 – ogier czystej krwi arabskiej ze stadniny koni Albigowa, po Witrażu i Bałałajce. Pełny brat klaczy Bandola.
W wieku dwóch lat Bask trafił na Tor wyścigów konnych Służewiec. W ciągu czterech lat startował w 40 gonitwach, z których zwyciężył 8 razy, 7 razy zajął drugie i 7 razy trzecie miejsce. Po zakończeniu kariery na torach został odesłany do Janowa Podlaskiego.
W Polsce nie wykorzystano go do hodowli i w 1962 sprzedano do USA (Eugene le Croix z Arizony), gdzie pozostawił 1035 źrebaków wywierając duży wpływ na tamtejszą hodowlę. Występuje w rodowodach 90% koni arabskich wyhodowanych w USA w latach 60.-70.. Jego potomkami jest 500 championów, w tym 200 narodowych (USA). Edwin Bogucki wykonał w 1996 odlew swojej rzeźby Baska naturalnej wielkości dla Kentucky Horse Park, gdzie Bask jest pochowany na cmentarzu Champions’ Cemetery, koło Big Barn, podobnie jak jego syn Bask Elect.

## Tytuły
- 1964	Scottsdale Champion Stallion
- 1964	Scottsdale Champion Park (3-gaited)
- 1964	US National Champion Stallion
- 1964	US National Top-Ten Park
- 1965	Spokane Reserve Champion Park
- 1965	US National Champion Park
- 1965	Legion of Merit
- 1966	Scottsdale Champion Park
- 1967	US National Reserve Champion Formal Driving
- 1967	US National Reserve Champion Formal Combination

## Pochodzenie
| 0    | 1         | 2             | 3              | 4                   |
| ---- | --------- | ------------- | -------------- | ------------------- |
| Bask | Witraż    | Ofir          | Kuhailan Haifi | -                   |
| Bask | Witraż    | Ofir          | Kuhailan Haifi | Kuhaylah            |
| Bask | Witraż    | Ofir          | Dziwa          | Abu Mlech           |
| Bask | Witraż    | Ofir          | Dziwa          | Zulejma             |
| Bask | Witraż    | Makata        | Fetysz         | Bakszysz            |
| Bask | Witraż    | Makata        | Fetysz         | 282 Siglavy Bagdady |
| Bask | Witraż    | Makata        | Gazella II     | Koheilan            |
| Bask | Witraż    | Makata        | Gazella II     | Abra                |
| Bask | Bałałajka | Amurath Sahib | Amurath II     | Amurath             |
| Bask | Bałałajka | Amurath Sahib | Amurath II     | Fatme               |
| Bask | Bałałajka | Amurath Sahib | Sahiba         | Nana Sahib I        |
| Bask | Bałałajka | Amurath Sahib | Sahiba         | Dońka               |
| Bask | Bałałajka | Iwonka III    | Ibn Mahomet    | Mahomet             |
| Bask | Bałałajka | Iwonka III    | Ibn Mahomet    | Sułtanka            |
| Bask | Bałałajka | Iwonka III    | Łysa           | Hassizi             |
| Bask | Bałałajka | Iwonka III    | Łysa           | Dżami I             |